# Пам'ятки монументального мистецтва Кобеляцького району
У Кобеляцькому районі Полтавської області нараховується 5 пам'яток монументального мистецтва.
| # | назва                                                 | адреса                  |
| - | ----------------------------------------------------- | ----------------------- |
| 1 | Пам'ятник Б.Хмельницькому                             | м. Кобеляки, парк       |
| 2 | Пам'ятник-бюст Т. Г. Шевченку                         | смт Білики              |
| 3 | Пам'ятник-бюст Герою Радянського Союзу Ф. І. Марченку | смт Білики              |
| 4 | Пам'ятник Т. Г. Шевченку                              | с. Бережнівка           |
| 5 | Пам'ятник-бюст Т. Г. Шевченку                         | с. Правобережна Сокілка |